# 土地利用與環境法期刊
《土地利用與環境法期刊》（Journal of Land Use and Environmental Law）是一份1983年起發行的學術期刊。該期刊每半年出版一次，內容涵蓋土地利用法律和環境法。目前，期刊的主編是Melanie Leitman。據2012年的期刊引證報告指，《土地利用與環境法期刊》的影響因子為0.64。

## 資料來源
1. ↑  .   [2014-04-22]. （原始内容存档于2014-02-28）.

## 外部連結
- 官方网站